# A Ferencvárosi TC 1993–1994-es szezonja
A Ferencvárosi TC 1993–1994-es szezonja szócikk a Ferencvárosi TC első számú férfi labdarúgócsapatának egy szezonjáról szól, mely összességében és sorozatban is a 93. idénye volt a csapatnak a magyar első osztályban. A klub fennállásának ekkor volt a 95. évfordulója.

## Mérkőzések
| Színmagyarázat | Színmagyarázat |
| -------------- | -------------- |
|                | Győzelem.      |
|                | Döntetlen.     |
|                | Vereség.       |

### KEK
1. forduló
| 1993. szeptember 15. 19:35 |

| Tirol Innsbruck                                         | 3 – 0               | Ferencváros                      |
| ------------------------------------------------------- | ------------------- | -------------------------------- |
| Daněk 48' Westerthaler 59' Carracedo 65' 36' Prudlo 61' | (0 – 0) Jegyzőkönyv | Telek 23' Albert 40' Lipcsei 64' |

| Tivoli Neu, Innsbruck Nézőszám: 11 000 Játékvezető: Joël Quiniou (francia) |

| 1993. szeptember 29. 20:15 |

| Ferencváros | 1 – 2               | Tirol Innsbruck                   |
| ----------- | ------------------- | --------------------------------- |
| Détári 48'  | (0 – 1) Jegyzőkönyv | Westerthaler 19' 90' Hartmann 40' |

| Üllői út, Budapest Nézőszám: 12 000 Játékvezető: Szergej Grigorjevics Huszainov (orosz) |

### NB 1 1993–94

#### Őszi fordulók
| 1. forduló 1993. augusztus 14. |

| BVSC                                                    | 1 – 5               | Ferencváros                                        |
| ------------------------------------------------------- | ------------------- | -------------------------------------------------- |
| Mundi 25' Negrau 5' Kósa 14' B. Szabó 55′, 58′ Boda 70' | (1 – 1) Jegyzőkönyv | Kovács 41' 74' Albert 47' Lipcsei 79' Wukovics 89' |

| Népstadion, Budapest Nézőszám: 20 000 Játékvezető: Nagy László (magyar) |

| 2. forduló 1993. augusztus 20. |

| Ferencváros                        | 2 – 1               | Haladás VSE                   |
| ---------------------------------- | ------------------- | ----------------------------- |
| Kovács 6' Gregor 51' Kuznyecov 70' | (1 – 0) Jegyzőkönyv | Bognár 90' Neudl 15' Süle 53' |

| Üllői út, Budapest Nézőszám: 20 000 Játékvezető: Vágner László (magyar) |

| 3. forduló 1993. augusztus 28. |

| FC Sopron                          | 0 – 1               | Ferencváros  |
| ---------------------------------- | ------------------- | ------------ |
| Majoros 35' Borsos 39' Udvardi 48' | (0 – 0) Jegyzőkönyv | Wukovics 50' |

| Káposztás utcai Stadion, Sopron Nézőszám: 12 000 Játékvezető: Molnár László (magyar) |

| 4. forduló 1993. szeptember 4. |

| Ferencváros                                    | 5 – 1               | Vasas          |
| ---------------------------------------------- | ------------------- | -------------- |
| Détári 21' 70' Gregor 25' 48' 56' Wukovics 27' | (3 – 1) Jegyzőkönyv | Claude 15' 39' |

| Üllői út, Budapest Nézőszám: 20 000 Játékvezető: Tóth Vencel (magyar) |

| 5. forduló 1993. szeptember 11. |

| MTK                                         | 1 – 1               | Ferencváros                                               |
| ------------------------------------------- | ------------------- | --------------------------------------------------------- |
| Horváth 44' (11-esből) Komódi 26' Híres 83' | (1 – 0) Jegyzőkönyv | Lipcsei 82' Telek 14' Wukovics 36' Szeiler 44' Keller 56' |

| Hungária körút, Budapest Nézőszám: 8 000 Játékvezető: Vágner László (magyar) |

| 6. forduló 1993. szeptember 20. |

| Ferencváros                      | 2 – 1               | Kispest–Honvéd             |
| -------------------------------- | ------------------- | -------------------------- |
| Kovács 22' Lipcsei 90' Simon 88' | (1 – 0) Jegyzőkönyv | Orosz 53' 82' Szabados 36' |

| Üllői út, Budapest Nézőszám: 15 000 Játékvezető: Puhl Sándor (magyar) |

| 7. forduló 1993. szeptember 25. |

| Siófoki Bányász                                | 2 – 4               | Ferencváros                                       |
| ---------------------------------------------- | ------------------- | ------------------------------------------------- |
| Fischer 20' Varsányi 47' Olajos 36' Keszeg 45' | (1 – 2) Jegyzőkönyv | Kovács 15' Wukovics 27' 85' Lipcsei 65' Telek 63' |

| Révész Géza utcai stadion, Siófok Nézőszám: 10 000 Játékvezető: Nagy László (magyar) |

| 8. forduló 1993. október 4. |

| Ferencváros | 0 – 0               | Vác FC       |
| ----------- | ------------------- | ------------ |
|             | (0 – 0) Jegyzőkönyv | Simon A. 82' |

| Üllői út, Budapest Nézőszám: 4 000 Játékvezető: Hartmann Lajos (magyar) |

| 9. forduló 1993. október 9. |

| Pécsi MSC | 0 – 0               | Ferencváros |
| --------- | ------------------- | ----------- |
|           | (0 – 0) Jegyzőkönyv |             |

| PMFC Stadion, Pécs Nézőszám: 15 000 Játékvezető: Tóth Vencel (magyar) |

| 10. forduló 1993. október 16. |

| Ferencváros                        | 2 – 1               | Rába ETO                                    |
| ---------------------------------- | ------------------- | ------------------------------------------- |
| Albert 20' 56' Telek 39' Simon 42' | (1 – 0) Jegyzőkönyv | Kuttor 71' Ignácz 40' Mikóczi 44' Lázár 69' |

| Üllői út, Budapest Nézőszám: 9 000 Játékvezető: Puhl Sándor (magyar) |

| 11. forduló 1993. október 22. |

| Újpest                              | 1 – 0               | Ferencváros            |
| ----------------------------------- | ------------------- | ---------------------- |
| Belvon 53' 44' Kozma 50' Molnár 65' | (0 – 0) Jegyzőkönyv | Lipcsei 41' Keller 70' |

| Megyeri út, Budapest Nézőszám: 15 000 Játékvezető: Nagy László (magyar) |

| 12. forduló 1993. október 30. |

| Ferencváros          | 3 – 0               | Csepel SC              |
| -------------------- | ------------------- | ---------------------- |
| Wukovics 33' 42' 75' | (2 – 0) Jegyzőkönyv | Bereczki 42' Váczi 42' |

| Üllői út, Budapest Nézőszám: 11 000 Játékvezető: Molnár László (magyar) |

| 13. forduló 1993. november 6. |

| Békéscsabai Előre     | 1 – 0               | Ferencváros |
| --------------------- | ------------------- | ----------- |
| Szarvas 40' Váczi 89' | (1 – 0) Jegyzőkönyv | Páling 58'  |

| Kórház utcai stadion, Békéscsaba Nézőszám: 15 000 Játékvezető: Hartmann Lajos (magyar) |

| 14. forduló 1993. november 27. |

| Parmalat FC                                        | 3 – 1               | Ferencváros  |
| -------------------------------------------------- | ------------------- | ------------ |
| Horváth 15' 47' 73' Németh 41' Takács 65' Bekő 79' | (1 – 1) Jegyzőkönyv | Wukovics 13' |

| Sóstói Stadion, Székesfehérvár Nézőszám: 5 000 Játékvezető: Vágner László (magyar) |

| 15. forduló 1993. december 1. |

| Ferencváros          | 1 – 0               | Debreceni VSC |
| -------------------- | ------------------- | ------------- |
| Lisztes 44' 26′, 62′ | (1 – 0) Jegyzőkönyv | Radu 69'      |

| Üllői út, Budapest Nézőszám: 4 000 Játékvezető: Puhl Sándor (magyar) |

#### Tavaszi fordulók
| 16. forduló 1994. március 5. |

| Ferencváros                                     | 4 – 2               | BVSC                                                            |
| ----------------------------------------------- | ------------------- | --------------------------------------------------------------- |
| Wukovics 8' Balogh 30' Szekeres 66' Lisztes 77' | (2 – 1) Jegyzőkönyv | Páling 33' (öngól) Bognár 81' Borgulya 13' Cseh 36' Urbányi 83′ |

| Üllői út, Budapest Nézőszám: 12 000 Játékvezető: Piller Sándor (magyar) |

| 17. forduló 1994. március 13. |

| Haladás VSE                                                                   | 1 – 1               | Ferencváros                       |
| ----------------------------------------------------------------------------- | ------------------- | --------------------------------- |
| Schneider 40' (11-esből) Berbás 44' Németh Z. 56′, 72′ Király 66' Balassa 77' | (1 – 0) Jegyzőkönyv | Gregor 66' (11-esből) Szeiler 40' |

| Rohonci úti stadion, Szombathely Nézőszám: 18 000 Játékvezető: Tóth Vencel (magyar) |

| 18. forduló 1994. március 19. |

| Ferencváros   | 1 – 0               | FC Sopron |
| ------------- | ------------------- | --------- |
| Zavadszky 39' | (1 – 0) Jegyzőkönyv |           |

| Üllői út, Budapest Nézőszám: 12 000 Játékvezető: Kurmai Zoltán (magyar) |

| 19. forduló 1994. március 26. |

| Vasas     | 0 – 1               | Ferencváros |
| --------- | ------------------- | ----------- |
| Maczó 17' | (0 – 0) Jegyzőkönyv | Albert 69'  |

| Fáy utca, Budapest Nézőszám: 12 000 Játékvezető: Hartmann Lajos (magyar) |

| 20. forduló 1994. április 4. |

| Ferencváros           | 0 – 0               | MTK                                              |
| --------------------- | ------------------- | ------------------------------------------------ |
| Lipcsei 39' Szűcs 75' | (0 – 0) Jegyzőkönyv | Kenesei Z. 26' Turbék 72' Hámori 73' Horváth 85' |

| Üllői út, Budapest Nézőszám: 9 000 Játékvezető: Vágner László (magyar) |

| 21. forduló 1994. április 11. |

| Kispest–Honvéd                  | 1 – 0               | Ferencváros          |
| ------------------------------- | ------------------- | -------------------- |
| Hamar 72' Plókai 32' Pisont 55' | (0 – 0) Jegyzőkönyv | Szűcs 35' Albert 43' |

| Bozsik József Stadion, Budapest Nézőszám: 12 000 Játékvezető: Puhl Sándor (magyar) |

| 22. forduló 1994. április 16. |

| Ferencváros                | 1 – 3               | Siófoki Bányász                         |
| -------------------------- | ------------------- | --------------------------------------- |
| Kovács 32' Hrutka 24′, 65′ | (1 – 1) Jegyzőkönyv | Földes 15' 45' 32' Dukon 86' Sallai 54' |

| Üllői út, Budapest Nézőszám: 12 000 Játékvezető: Juhos Attila (magyar) |

| 23. forduló 1994. április 23. |

| Vác FC                                                   | 3 – 2               | Ferencváros                                                            |
| -------------------------------------------------------- | ------------------- | ---------------------------------------------------------------------- |
| Dzurják 28' 42' Nyilas 49' Aranyos 72′ Füle 59' Hahn 66' | (2 – 2) Jegyzőkönyv | Albert 12' Zavadszky 33' Páling 20' Lisztes 44' Vanicsek 59' Simon 65' |

| Ligeti Stadion, Vác Nézőszám: 6 000 Játékvezető: Vágner László (magyar) |

| 24. forduló 1994. április 30. |

| Ferencváros                  | 3 – 0               | Pécsi MSC |
| ---------------------------- | ------------------- | --------- |
| Zavadszky 19' Kovács 32' 86' | (2 – 0) Jegyzőkönyv |           |

| Üllői út, Budapest Nézőszám: 6 000 Játékvezető: Bede Ferenc (magyar) |

| 25. forduló 1994. május 7. |

| Rába ETO                                                         | 3 – 1               | Ferencváros                                       |
| ---------------------------------------------------------------- | ------------------- | ------------------------------------------------- |
| Hajszán 16' Popescu 31' 90+1' Bordás 13' Mikóczi 69' Herczeg 89′ | (2 – 1) Jegyzőkönyv | Lipcsei 7' 33' Balogh 51' Hrutka 58' Szekeres 88′ |

| Rába ETO Stadion, Győr Nézőszám: 16 000 Játékvezető: Puhl Sándor (magyar) |

| 26. forduló 1994. május 14. |

| Ferencváros  | 0 – 1               | Újpest                                    |
| ------------ | ------------------- | ----------------------------------------- |
| Vanicsek 49' | (0 – 1) Jegyzőkönyv | Kozma 27' (11-esből) Aczél 15' Bérczy 62' |

| Üllői út, Budapest Nézőszám: 16 000 Játékvezető: Varga Sándor (magyar) |

| 27. forduló 1994. május 21. |

| Csepel SC         | 1 – 2               | Ferencváros                                      |
| ----------------- | ------------------- | ------------------------------------------------ |
| Balogh I. 62' 90' | (0 – 2) Jegyzőkönyv | Wukovics 2' Albert 12' Lipcsei 45′, 87′ Nagy 88' |

| Béke téri stadion, Budapest Nézőszám: 10 000 Játékvezető: Kiss Géza (magyar) |

| 28. forduló 1994. május 28. |

| Ferencváros                                 | 4 – 2               | Békéscsabai Előre                 |
| ------------------------------------------- | ------------------- | --------------------------------- |
| Albert 15' 55' Wukovics 23' 64' Lisztes 83' | (2 – 0) Jegyzőkönyv | Fodor 66' Szarvas 90' Váczi 90+1′ |

| Üllői út, Budapest Nézőszám: 18 000 Játékvezető: Hartmann Lajos (magyar) |

| 29. forduló 1994. június 4. |

| Ferencváros                                | 3 – 0               | Parmalat FC |
| ------------------------------------------ | ------------------- | ----------- |
| Wukovics 24' Christiansen 53' Szekeres 57' | (1 – 0) Jegyzőkönyv | Varga 13'   |

| Üllői út, Budapest Nézőszám: 12 000 Játékvezető: Bognár István (magyar) |

| 30. forduló 1994. június 11. |

| Debreceni VSC                              | 2 – 0               | Ferencváros                              |
| ------------------------------------------ | ------------------- | ---------------------------------------- |
| Dombi 16' Ilea 51' Földvári 13' Buliga 42' | (1 – 0) Jegyzőkönyv | Szekeres 11' Gregor 14' Christiansen 65' |

| Oláh Gábor utcai stadion, Debrecen Nézőszám: 8 000 Játékvezető: Piller Sándor (magyar) |

#### A bajnokság végeredménye
|    | Csapat                 | Játszott | Gy | D  | V  | L  | K  | GK  | Pont | Megjegyzések                                              |
| -- | ---------------------- | -------- | -- | -- | -- | -- | -- | --- | ---- | --------------------------------------------------------- |
| 1  | Vác FC-Samsung         | 30       | 19 | 8  | 3  | 58 | 29 | +29 | 46   | Bajnok, 1994–1995-ös BL-selejtező, 1994-es Intertotó-kupa |
| 2  | Kispest Honvéd FC      | 30       | 18 | 7  | 5  | 66 | 33 | +33 | 43   | 1994–1995-ös UEFA-kupa selejtező                          |
| 3  | Békéscsabai Előre FC   | 30       | 19 | 3  | 8  | 68 | 29 | +39 | 41   | 1994–1995-ös UEFA-kupa selejtező, 1994-es Intertotó-kupa  |
| 4  | Ferencvárosi TC        | 30       | 16 | 5  | 9  | 50 | 32 | +18 | 37   | 1994–1995-ös kupagyőztesek Európa-kupája                  |
| 5  | ETO FC Győr            | 30       | 15 | 7  | 8  | 51 | 37 | +14 | 37   |                                                           |
| 6  | Újpesti TE             | 30       | 13 | 8  | 9  | 44 | 35 | +9  | 34   |                                                           |
| 7  | Debreceni VSC          | 30       | 12 | 9  | 9  | 40 | 33 | +7  | 33   |                                                           |
| 8  | Csepel-Kordax SC       | 30       | 12 | 8  | 10 | 36 | 44 | -8  | 32   |                                                           |
| 9  | Parmalat FC            | 30       | 8  | 9  | 13 | 33 | 46 | -13 | 25   |                                                           |
| 10 | Vasas-Ilzer SC         | 30       | 8  | 8  | 14 | 36 | 43 | -7  | 24   |                                                           |
| 11 | Pécsi Munkás SC-Fordan | 30       | 7  | 10 | 13 | 23 | 39 | -16 | 24   |                                                           |
| 12 | BVSC-Dreher            | 30       | 7  | 10 | 13 | 32 | 52 | -20 | 24   |                                                           |
| 13 | Siófoki Bányász SE     | 30       | 6  | 10 | 14 | 33 | 49 | -16 | 22   | Osztályozó                                                |
| 14 | EMDSZ Soproni LC       | 30       | 8  | 6  | 16 | 31 | 52 | -21 | 22   | Osztályozó                                                |
| 15 | Haladás VSE            | 30       | 5  | 9  | 16 | 28 | 48 | -20 | 19   | Kiesők                                                    |
| 16 | MTK                    | 30       | 4  | 9  | 17 | 30 | 58 | -28 | 17   | Kiesők                                                    |

1. ↑  A Siófok az osztályzón kiesett a Zalaegerszeg ellen
2. ↑  Bennmaradt a Hatvan ellenében

#### Eredmények összesítése
Az alábbi táblázatban összesítve szerepelnek a Ferencvárosi TC 1993/94-es bajnokságban elért eredményei.
| Ősz/tavasz (forduló)    | Otthon | Otthon | Otthon | Otthon | Otthon | Otthon | Otthon | Idegenben | Idegenben | Idegenben | Idegenben | Idegenben | Idegenben | Idegenben |
| Ősz/tavasz (forduló)    | M      | GY     | D      | V      | LG–KG  | GK     | P      | M         | GY        | D         | V         | LG–KG     | GK        | P         |
| ----------------------- | ------ | ------ | ------ | ------ | ------ | ------ | ------ | --------- | --------- | --------- | --------- | --------- | --------- | --------- |
| Őszi szezon (1–15.)     | 7      | 6      | 1      | 0      | 15–4   | +11    | 13     | 8         | 3         | 2         | 3         | 12–9      | +3        | 8         |
| Tavaszi szezon (16–30.) | 8      | 5      | 1      | 2      | 16–8   | +8     | 11     | 7         | 2         | 1         | 4         | 7–11      | –4        | 5         |
| Összesen (1–30.)        | 15     | 11     | 2      | 2      | 31–12  | +19    | 24     | 15        | 5         | 3         | 7         | 19–20     | –1        | 13        |

### Magyar kupa
A 64 közé jutásért
| 1993. augusztus 8. |

| Salgótarjáni Kohász | 4 – 7               | Ferencváros             |
| ------------------- | ------------------- | ----------------------- |
| Bódi                | (1 – 5) Jegyzőkönyv | Kovács Wukovics Lipcsei |

| Salgótarján Nézőszám: 6000 |

A 32 közé jutásért
| 1993. szeptember 22. |

| FC Tatabánya | 0 – 1               | Ferencváros |
| ------------ | ------------------- | ----------- |
|              | (0 – 1) Jegyzőkönyv | Szekeres    |

| Tatabánya |

A 16 közé jutásért
| 1993. november 3. |

| Zalaegerszegi TE | 1 – 3               | Ferencváros           |
| ---------------- | ------------------- | --------------------- |
|                  | (0 – 1) Jegyzőkönyv | Lipcsei Kovács Gregor |

| ZTE Stadion, Zalaegerszeg |

Nyolcaddöntő
| 1994. február 26. |

| Ferencváros              | 2 – 0               | III. Kerületi TVE |
| ------------------------ | ------------------- | ----------------- |
| Zavadszky 10' Balogh 80' | (1 – 0) Jegyzőkönyv |                   |

| Üllői út, Budapest |

| 1994. március 2. |

| Ferencváros | 0 – 0               | III. Kerületi TVE |
| ----------- | ------------------- | ----------------- |
|             | (0 – 0) Jegyzőkönyv |                   |

| Üllői út, Budapest |

Negyeddöntő
| 1994. március 16. |

| Ferencváros                        | 3 – 0               | Rába ETO |
| ---------------------------------- | ------------------- | -------- |
| Zavadszky 54' Balogh 69' Telek 79' | (0 – 0) Jegyzőkönyv |          |

| Üllői út, Budapest Nézőszám: 8 000 Játékvezető: Molnár László (magyar) |

| 1994. március 29. |

| Rába ETO                                     | 0 – 0               | Ferencváros           |
| -------------------------------------------- | ------------------- | --------------------- |
| Virág 9' Herczeg 11' Hajszán 40' Popescu 58' | (0 – 0) Jegyzőkönyv | Albert 12' Keller 48' |

| Rába ETO Stadion, Győr Nézőszám: 10 000 Játékvezető: Molnár László (magyar) |

Elődöntő
| 1994. április 27. |

| Ferencváros                      | 2 – 0               | Vasas |
| -------------------------------- | ------------------- | ----- |
| Wukovics 12' 65' 86' Lipcsei 82' | (1 – 0) Jegyzőkönyv |       |

| Üllői út, Budapest Nézőszám: 6 000 Játékvezető: Kiss Géza (magyar) |

| 1994. május 11. |

| Vasas                          | 1 – 2               | Ferencváros                                          |
| ------------------------------ | ------------------- | ---------------------------------------------------- |
| Claude 79' Mónos 57' Juhár 70' | (0 – 0) Jegyzőkönyv | Kovács 68' Juhár 90+1' (öngól) Albert 80' Keller 88' |

| Fáy utca, Budapest Nézőszám: 5 000 Játékvezető: Bay Ferenc (magyar) |

Döntő
| 1994. május 25. |

| Ferencváros                                              | 3 – 0               | Kispest–Honvéd        |
| -------------------------------------------------------- | ------------------- | --------------------- |
| Wukovics 18' Lipcsei 32' Páling 44' Szűcs 35' Hrutka 54' | (3 – 0) Jegyzőkönyv | Forrai 35' Mátyus 59' |

| Üllői út, Budapest Nézőszám: 15 000 Játékvezető: Piller Sándor (magyar) |

| 1994. június 15. |

| Kispest–Honvéd                                            | 1 – 2               | Ferencváros                                               |
| --------------------------------------------------------- | ------------------- | --------------------------------------------------------- |
| Vincze 47' Plókai 6' Sallói 33′, 88′ Hamar 69' Mátyus 77' | (0 – 1) Jegyzőkönyv | Christiansen 39' Wukovics 82' 31' Albert 41' Szekeres 69′ |

| Bozsik József Stadion, Budapest Nézőszám: 12 000 Játékvezető: Hartmann Lajos (magyar) |

### Szuperkupa
| 1993. augusztus 25. |

| Kispest–Honvéd                 | 1 – 2             | Ferencváros                                      |
| ------------------------------ | ----------------- | ------------------------------------------------ |
| Sallói 84' (11-esből) Duró 90' | (0 – 2) Részletek | Gregor 20' Szekeres 38' 52' Keller 54' Simon 68' |

| Népstadion, Budapest Nézőszám: 20 000 Játékvezető: Puhl Sándor (magyar) |

### Egyéb mérkőzések
| 1994. február 5. |

| Ferencváros    | 2 – 0               | Sturm Graz |
| -------------- | ------------------- | ---------- |
| Cigan Wukovics | (2 – 0) Jegyzőkönyv |            |

| Üllői út, Budapest |

| 1994. február 10. |

| Ferencváros            | 2 – 1               | GoldStar                     |
| ---------------------- | ------------------- | ---------------------------- |
| Lipcsei 71' Balogh 84' | (0 – 1) Jegyzőkönyv | Sang-Chul 35' 80' Jin-Ho 40' |

| Üllői út, Budapest Nézőszám: 7 000 Játékvezető: Vad II. István (magyar) |

| 1994. február 19. |

| Ferencváros       | 3 – 0               | Dinamo Kijiv |
| ----------------- | ------------------- | ------------ |
| Lisztes Zavadszky | (2 – 0) Jegyzőkönyv |              |

| Üllői út, Budapest Nézőszám: 3 000 |